# Jodis iridescens
Jodis iridescens là một loài bướm đêm trong họ Geometridae.